# 마마타 바네르지

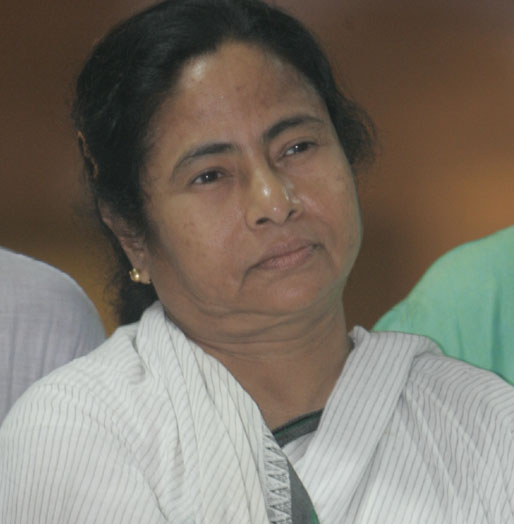
마마타 바네르지

마마타 바네르지(힌디어: ममता बनर्जी, 영어: Mamata Banerjee, 1955년 1월 5일~)는 인도의 정치인이다. 2011년 5월 20일부터 서벵골주의 총리로 재임 중이다. 서벵골주 콜카타 출생이다.
1984년부터 2011년까지 로크 사바(인도 하원) 의원을 역임했으며 1997년에는 인도 국민회의를 탈당하고 전인도 트리나물 회의를 창당했다. 2009년 5월 22일부터 2011년 5월 19일까지 인도 철도부 장관을 역임했다.